# مگس‌مرغ باشکوه
مگس‌مرغ باشکوه (نام علمی: Eugenes) معمولاً یک سردهٔ یکنواخت با تنها عضو آن یعنی مگس‌مرغ باشکوه (نام علمی: E. fulgens) در نظر گرفته می‌شود اما گاهی همین گونه با نام «مگس‌مرغ ریوولی» و گونه دوم یعنی «مگس‌مرغ تالامانکا» (نام علمی: Eugenes spectabilis) به عنوان یک گونهٔ جداگانه در نظر گرفته می‌شود.